# Pécel
Pécel – miasto na Węgrzech, w komitacie Pest. Populacja miasta wynosi 15 338 osób (styczeń 2011).
W mieście jest stacja kolejowa Pécel.